# Ludwig Lenz (Bauunternehmer)
Ludwig Christian Lenz (* 10. Mai 1888 in Schnait; † 1969) war ein deutscher Bauunternehmer und Ingenieur.
Ludwig Lenz war der Sohn eines Weinbauern in Schnait. Er war einer der ersten Mitarbeiter des Firmengründers Eduard Züblin, der die Firma Züblin 1898 in Straßburg gründete. Als nach dem Tod von Züblin (1916) und den Folgen des Ersten Weltkriegs die Niederlassungen selbstständig wurden, übernahm Lenz mit anderen leitenden Angestellten die süddeutsche Filiale mit Sitz in Stuttgart. Daraus wurde die Züblin AG (1919). Er war zuletzt Vorstandsvorsitzender von Züblin.
1961 erhielt er die Emil-Mörsch-Denkmünze, 1968 das Große Bundesverdienstkreuz mit Stern. Lenz war Senator ehrenhalber der Universität Stuttgart.
Ein Preis für den besten Bauingenieursstudenten am Karlsruher Institut für Technologie heißt Ludwig-Lenz-Züblin-Preis und wurde von Züblin 1969 gestiftet. An der Universität Stuttgart werden seit 1959 jedes Jahr aus je einer von der Familie Lenz und von Züblin errichteten Stiftung Büchergutscheine (früher Bücher) an Masterstudierende der Fakultät 2: Bau- und Umweltingenieurwissenschaften vergeben (so genannte Lenz-Bücherspende).